# فيليبو كاريني
فيليبو كاريني (بالإيطالية: Filippo Carini)‏ (26 سبتمبر 1990 بباتسانو في إيطاليا - ) هو لاعب كرة قدم إيطالي في مركز الوسط. لعب مع نادي بادوفا ونادي بيزا ونادي ليتشي ونادي مانتوفا ونادي مودينا وL'Aquila 1927 ‏.

## روابط خارجية
- فيليبو كاريني على موقع قاعدة بيانات كرة القدم.إي يو (الإنجليزية)
- فيليبو كاريني على موقع Soccerway.com (الإنجليزية)
- فيليبو كاريني على موقع عالم كرة القدم.نت (الإنجليزية)